# دراكولا (رواية)
دراكولا هي رواية رعب من تأليف برام ستوكر وقد أُلفت في العصر الفكتوري.
دراكولا الحقيقي هو اسم عائلة، وكان أحد حكامها هو «فلاد الثالث المُخَوزِق» (بالرومانية: Vlad Ţepeş)‏ الذي صار «ڤويڤود» (حاكم) «الأفلاق» والملقَّب بدراكولا التي تعني (ابن التنِّين)، من مواليد مدينة سيغيوشوار.
يُعَد الأمير «فلاد المُخَوزِق دراكولا» بطلًا وطنيًّا في رومانيا؛ لقيامه باحتواء الاجتياح العثماني لأوروبا، وقد حكم بين عامي 1456 و1462، وكان موصوفًا بتعامله الوحشي مع المسؤولين الفاسدين واللصوص والمحتلِّين. ويدور الجدل في العَلاقة غير الثابتة بين شخصية دراكولا التي ابتدعَها الكاتب الأيرلندي برام ستوكر عام 1897 في رواية «دراكولا»، و«فلاد المخوزِق دراكولا» ابن الأمير الروماني فلاد دراكول (التنِّين).
ويرجع إطلاق لقب المُخَوزِق (Ţepeş) على فلاد الثالث بسبب اتباعه أسلوبَ الخزق في التعذيب والتخلُّص من أعدائه، أي الإعدام على (الخازوق).

## أهم الأحداث في حياته
- 1456- 1462: هو العصر الذهبي لدراكولا، الذي تسلَّم فيه مقاليد الحكم، ويُقال: إنه قتل من ثلاثين ألفَ شخص إلى مئة ألف، أغلبُهم من المسلمين.
- 1456: انتصر دراكولا على جيوش العثمانيين، واستطاع استرجاع عرشه مؤقتًا.
- 1462: استطاع رادو Radu الأخُ الأصغر لدراكولا انتزاعَ الحُكم من أخيه بمساعدة العثمانيين، بعد أن أسلم وتسمَّى بـ (عبد الرحمن)، وطُرِدَ دراكولا خارج البلاد، حيثُ قضى 12 سنة في المجر، وهناك تزوَّج من العائلة الحاكمة للمجر، ويُقال: إنه تزوَّج ابنةَ عمِّ الملك.
- 1474- 1475: يموت رادو (عبد الرحمن) أخو دراكولا، ويُحكِم الأتراك قبضتَهم على البلاد.
- 1475: كوَّن دراكولا جيشًا لاستعادة أرضه، وتمكَّن من ذلك.
- 1476: قام السلطان العثماني المسلم محمد الفاتح بالغزو مرَّة أُخرى، وكانت هذه آخرَ معركة لأمير الظلام؛ إذ قُتل فيها، ويُقال: إنه قُتل على يد أحد أتباعه، وقام السلطان العثماني محمد الفاتح بتعليق رأس دراكولا لإثبات وفاته للعامَّة في مدينة إسطنبول، ثم دُفن جسده في مدينة سناجوف بالقرب من العاصمة بوخارست.

## دراكولا ومصَّاصو الدماء
تقدَّم أن (مصَّاصي الدماء) هي مجرَّد رواية للكاتب برام ستوكر، ولكنَّ سبب ارتباطها بدراكولا هو عشقُه للقتل وسفك الدماء، ويكفي قلعته التي كانت تثير الخوفَ لدرجة أن السلطان العثماني ذكر أن دراكولا كان يقتل الناس بطريقة الإعدام على الخَوازِيق، ويضعهم في الطريق إلى قلعته. وفي مرحلة سَجْنه كان يجمع الطيور والفئران ويعذِّبها ثم يقتلها.
ولم يُذكَر أن هناك مصاصي دماء حقيقيين إلا في الأفلام (أفلام الرعب)، وفي الخرافات التي يتناقلها بعضُ الناس، والأمر لا يتجاوز بروزَ أسنان بعض الأشخاص وتشبيههم بالشخصية الخيالية «مصَّاص الدماء».

## ارتباط الدماء بإطالة العمر
ارتبطَ سفك الدماء بإطالة العمر في الأساطير القديمة، ففي القرن الخامس عشر الميلادي أقدم جيليس دي رايس من 1400- 1440 وكان في بَلاط الحاكم جوان آرسي في شمال شرقي فرنسا، على دراسة الكيمياء القديمة أملًا منه في اكتشاف علاج لإطالة حياة الإنسان إلى ما لا نهاية، واستخدم لهذا الغرض دماء أكثرَ من ثلاث مئة طفل في تجارِبه.
ويُجرى في معظم أنحاء العالم احتفالاتٌ سنوية لهم ينظِّمها بعضُ المؤمنين بهذه الخرافة، لدرجة أن بعضهم يقوم بخلع أنيابه الحقيقية وتركيب أنياب لمصَّاصي الدماء.

## خرافات مرتبطة بمصَّاصي الدماء
من أشهر الخرافات المتصلة بمصَّاصي الدماء وعوالمهم الغريبة في الأساطير:
- أنهم كائنات ميتة لا تعتمد على النشاطات الحيوية التي يمارسها الكائن الحي، لكنَّ بقاءها مرتبط بتناول الدماء التي تحصل عليها من الضحايا بعد قتلهم.
- أنهم يمكنهم تحويل أنفسهم إلى وحوش مخلَّدة، لكنَّ ذلك يستنفد بعضَ الطاقة.

- أن لهم عالمًا خاصًّا بهم غير عالم البشر، ولهم نظامهم الخاصُّ بالحُكم.
- أن هناك عائلاتٍ ونبلاءَ من مصَّاصي الدماء.

## أشهر مصَّاصي الدماء
بخلاف الكونت دراكولا هناك العديد من مصَّاصي الدماء المشاهير مثل:
- بيتال «فيتالا»: مخلوقات هندية من مصَّاصي الدماء، تسكن الجُثَث، في صورة نصف رجل طوله تقريبًا متر ونصف.
- أساسابونسام: قبيلة إفريقية يقوم الفرد منها بعَضِّ ضحيَّته في إبهامه وشرب دمه.
- باوبهان سيث: إسكتلندي يخرج في صورة امرأة، ثم يصطاد ضحيَّته من الرجال، ويقوم بقتلهم وشرب دمهم.
- كرفوبيجاك، بلغاريون معروفون أيضًا بـ (أوبورس)، عندهم مَنخَر ولسان مذبَّب فقط.

ولكلِّ نوع من هذه الأنواع وغيرها طريقة خاصَّة في مصِّ دماء الضحايا.

## روابط خارجية
- دراكولا على موقع الموسوعة البريطانية (الإنجليزية)